# Клуб самодеятельной песни
Клуб самоде́ятельной пе́сни (КСП) — неформальное социальное движение, возникшее в СССР и объединившее любителей «бардовской» песни. Часто аббревиатура КСП употребляется как синоним последней. КСП относилось к более широкой субкультуре «шестидесятников», включавшей также коммунарское движение, ряд туристских клубов и т. д.
Как пишет в своей книге «История московского КСП» Игорь Каримов, аббревиатура КСП использовалась ещё в конце 1950-х, но в то время расшифровывалась как «конкурс студенческой песни». На ставшей вехой в истории КСП конференции по вопросам самодеятельной песни в Петушках (май 1967) вопрос обсуждался сфокусированно. Рассматривались варианты «гитарная песня», «любительская песня», «туристская песня» и ряд других. По итогам совещания было выбрано название «самодеятельная песня», а за сочетанием КСП закрепилось значение «Клуб самодеятельной песни». Тогда же, в мае 1967 года, состоялся первый общемосковский слёт КСП.

## Факты
- Московский бард Сергей Вальков (Лещина) (1964—1997 гг.) в глоссарии к своей повести «Yesterday» (1989 г.) так шутливо расшифровал аббревиатуру КСП: «К. С. П. — Комитет Спасения Песни — организация, когда-то соответствовавшая своему названию».
- Связь самодеятельной песни с походным бытом подчёркивается ещё одной шуточной расшифровкой КСП — «костёр, спальник, палатка».